# Worthington Whittredge

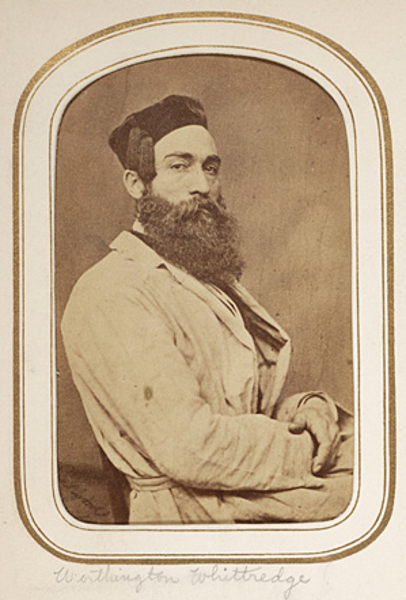
Worthington Whittredge, Foto von George Gardner Rockwood, um 1860

Thomas Worthington Whittredge (* 22. Mai 1820 in Springfield, Ohio; † 25. Februar 1910 in Summit, New Jersey) war ein US-amerikanischer Landschaftsmaler sowie Präsident der National Academy of Design. Er gilt als Vertreter der Düsseldorfer Malerschule und der Hudson River School.

## Leben
Whittredge wurde in einem Blockhaus geboren und verbrachte seine Jugend auf der Farm seines Vaters in der Nähe des Little Miami River. 1837 ging er als 17-Jähriger nach Cincinnati, wo er mit seinem Schwager Alwin Baldwin als Dekorations- und Schildermaler arbeitete. Bereits früh versuchte er sich in der Landschaftsmalerei. Seine ersten drei Landschaften stellte er 1839 in der von Godfrey Frankenstein und John L. Whetstone gegründeten, kurzlebigen Cincinnati Academy of Fine Arts aus, deren Mitglied und Inspektor („superintendent“) er war. Ein Versuch Daguerrotypist zu werden schlug fehl. 1840 zog er nach Indianapolis. Dort arbeitete er als Porträtmaler. Unter anderem porträtierte er Harriet Beecher Stowe, bei deren Familie er wohnte. Die Bildnismalerei gab er 1843 auf, während er in Charleston (West Virginia) lebte. Dann zog er zurück nach Cincinnati, wo er sich als Landschaftsmaler betätigte und in Ausstellungen der Western Art-Union vertreten war. Sein amerikanisches Frühwerk zeigt eine Verwandtschaft zu Landschaften von Thomas Cole und Thomas Doughty, beide Vertreter der Hudson River School, deren Kunst ihm möglicherweise durch seinen Freund Benjamin McConkey näher gebracht wurde. Das heute verschollene Gemälde View on the Kanawha River, Morning, für das er ein Belobigungsschreiben von Asher Brown Durand erhielt, stellte er 1846 in der National Academy of Design in New York City aus.

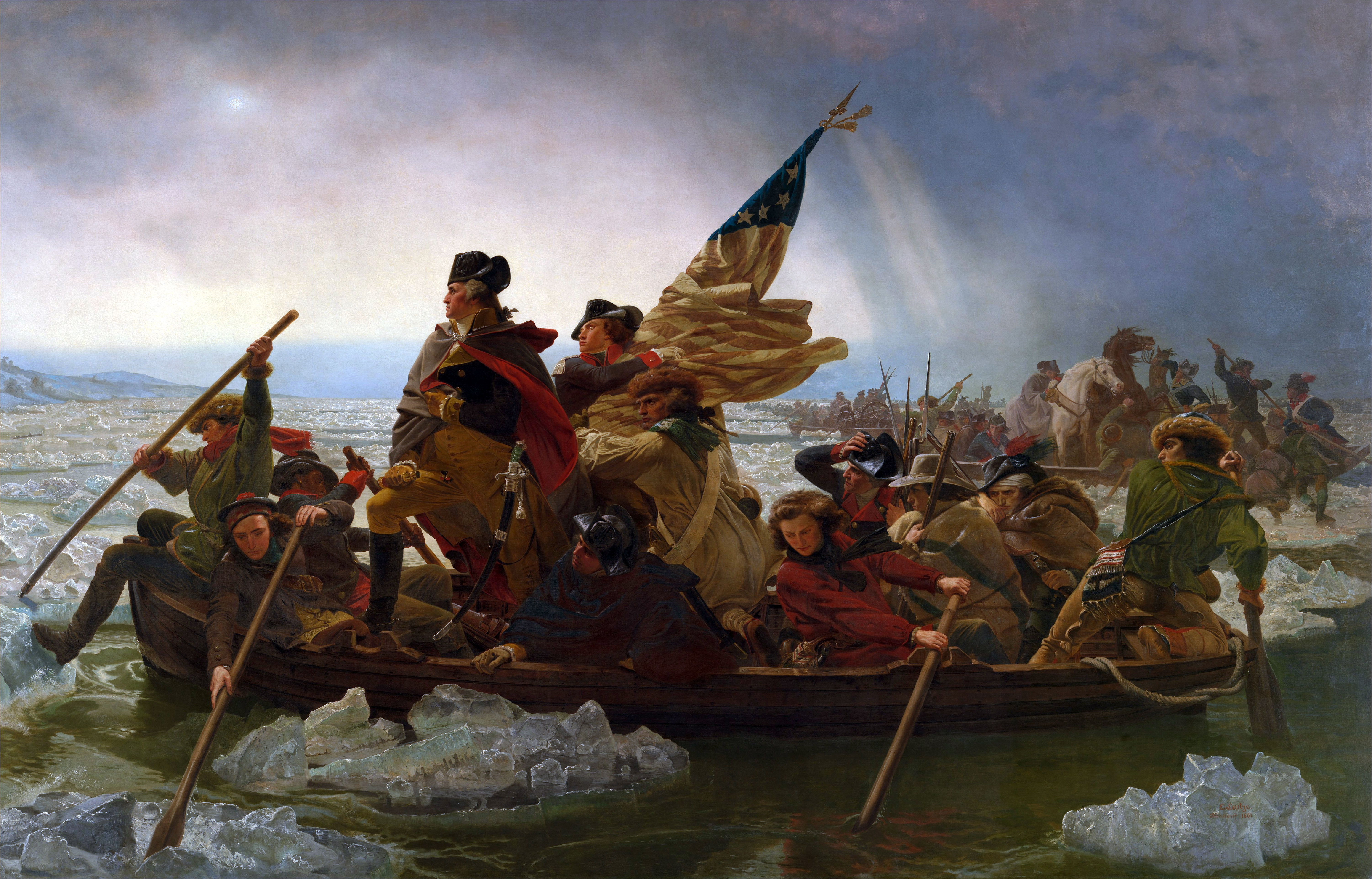
Washington Crossing the Delaware, Gemälde von Emanuel Leutze, 1851: Whittredge als Modell für General George Washington und den Steuermann

Im Frühjahr 1849 reiste er von dort nach London. Den ersten Sommer in Europa verbrachte er mit Studienreisen in Belgien und Deutschland. Über Paris, wo er McConkey wiedersah, kam er nach Düsseldorf. Hier traf er zuerst auf seinen Landsmann Emanuel Leutze. Dieser half ihm, sich in der Stadt, in der er seit September 1849 sowohl als Student als auch als Unterhändler für amerikanische Kunstsammler auftrat, zurechtzufinden. Bald arbeitete er neben Eastman Johnson und weiteren Malern in Leutzes Atelier und stand ihm für das Gemälde Washington Crossing the Delaware sowohl als George Washington als auch als Steuermann Modell.
Bevor er Wohnung und ein eigenes Atelier im Haus von Leutze erhielt, hatte Whittredge 1849/1850 für etwa ein Jahr ein Mansardenzimmer im Haus des Düsseldorfer Landschaftsmalers Andreas Achenbach gemietet. Außerdem durfte er in dessen Atelier arbeiten. Daraus und aus den Lebenserinnerungen von Whittredge wurde lange der Schluss gezogen, er habe bei Achenbach studiert. Jedoch dürfte die Rolle von Achenbach, der engere Lehrer-Schüler-Verhältnisse ablehnte, für die künstlerische Entwicklung seines Mieters vorwiegend in der eines Vorbilds, Beraters und Kritikers bestanden haben.
Er blieb bis 1856 in Düsseldorf und hatte – auch als Unterhändler für Joseph Longworth, William Woolsey Scarborough und andere Kunstsammler in Cincinnati – Kontakt zu weiteren Künstlern, etwa zu Carl Friedrich Lessing, Hans Fredrik Gude und Albert Bierstadt. 1853 erhielt er dort Besuch von seinem Malerfreund John Robinson Tait aus Cincinnati. Von 1850 bis 1856 gehörte er dem Künstlerverein Malkasten an, dem geselligen Zentrum der Kolonie US-amerikanischer Maler in Düsseldorf. Wie Leutze trat er 1854 auch dem Verein der Düsseldorfer Künstler bei.
In dieser Zeit unternahm er Reisen in fast alle europäischen Kunstzentren, um sich in Museen und Galerien durch Anschauung bedeutender Werke und durch Anfertigung von Kopien und Skizzen zu bilden. Außerdem unternahm er Reisen in malerische Landschaften, etwa nach Westfalen, mit seinen Freunden Bierstadt, William Henry Furness, Sanford Robinson Gifford, William Stanley Haseltine,
John Beaufain Irving, Henry Lewis, Enoch Wood Perry und William Dickinson Washington an den Mittelrhein und an die Nahe, wo sie sich für die Burgen- und Rheinromantik begeisterten, oder mit Lessing und Gude  Studienreisen in den Harz. Beeindruckt von der Rheinlandschaft verwendete er Versatzstücke in seinen Arbeiten, die er erfolgreich in Amerika verkaufte.
Im Sommer 1856 reiste er in einer von ihm organisierten Gruppenreise US-amerikanischer Maler rheinaufwärts über die Schweiz nach Rom, wo er bis zu seiner Rückkehr in die Vereinigten Staaten vier Jahre arbeitete. Auch in Rom existierte eine Kolonie US-amerikanischer Maler, in der er verkehrte. Von Rom aus durchstreifte er die umgebenden Landschaften, so wanderte er etwa mit Gifford, Haseltine, William Beard und Thomas Buchanan Read um den Nemisee. Von Dezember 1856 bis 1857 war Whittredge Mitglied des Deutschen Künstlervereins zu Rom.

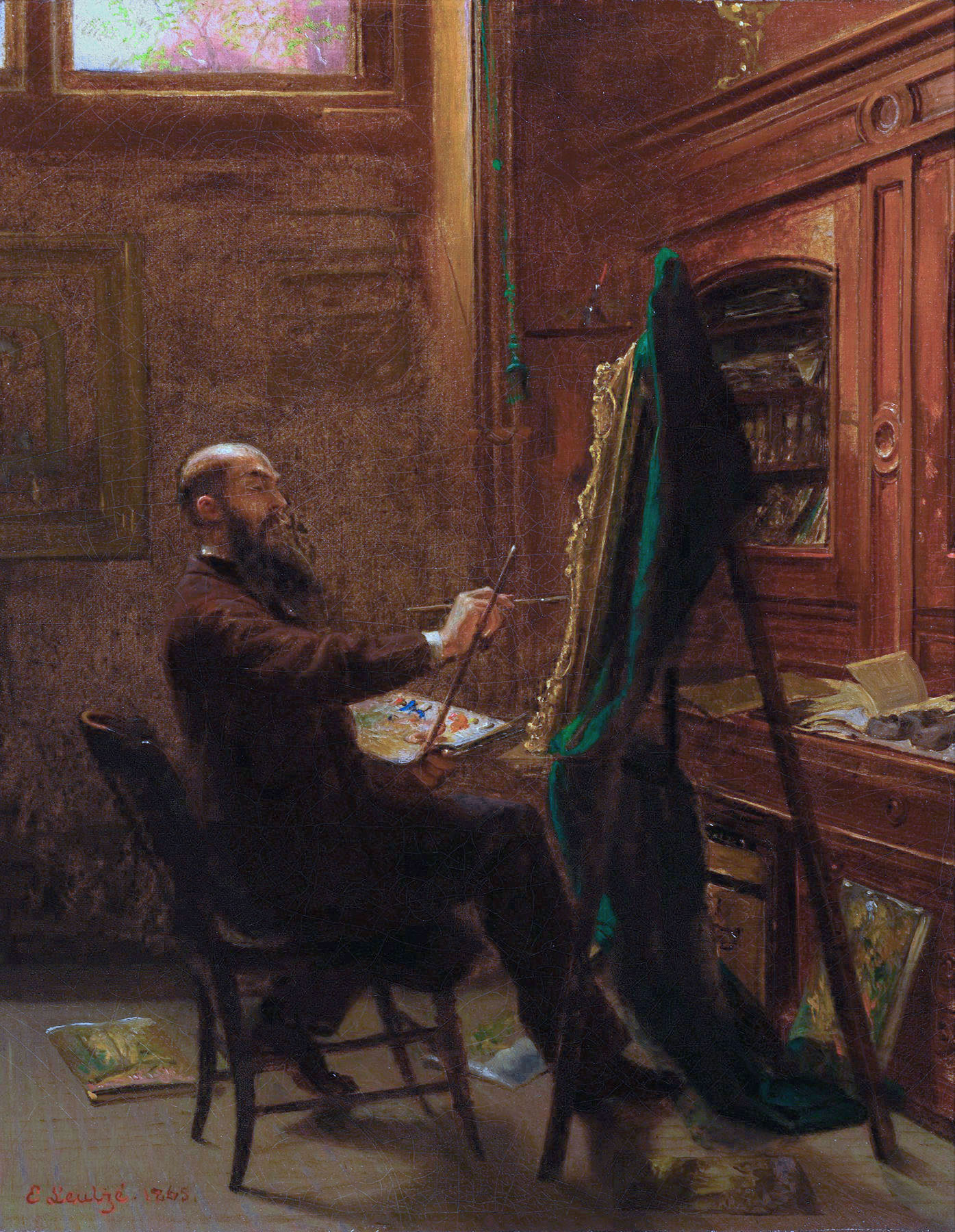
Worthington Whittredge in His Tenth Street Studio, Gemälde von Emanuel Leutze, 1865

1859 kehrte er in die Vereinigten Staaten zurück. Er ließ sich in New York City als Landschaftsmaler nieder und bezog ein Atelier in Manhattan im Tenth Street Studio Building, wo einige seiner Freunde ebenfalls arbeiteten. Von dort aus bereiste er Gegenden in Neu England und im Staat New York. 1865/1866 begleitete Whittredge den US-General John Pope auf einer Reise nach Colorado und New Mexico, über die Great Plains entlang der Rocky Mountains. 1870 machte er eine ähnliche Tour dorthin mit seinen Freunden Gifford und John Frederick Kensett. Zwischen 1860 und 1886 unternahm er mehrere Reisen in die Catskill und die Shawangunk Mountains, einige mit Jervis McEntee (1828–1829).

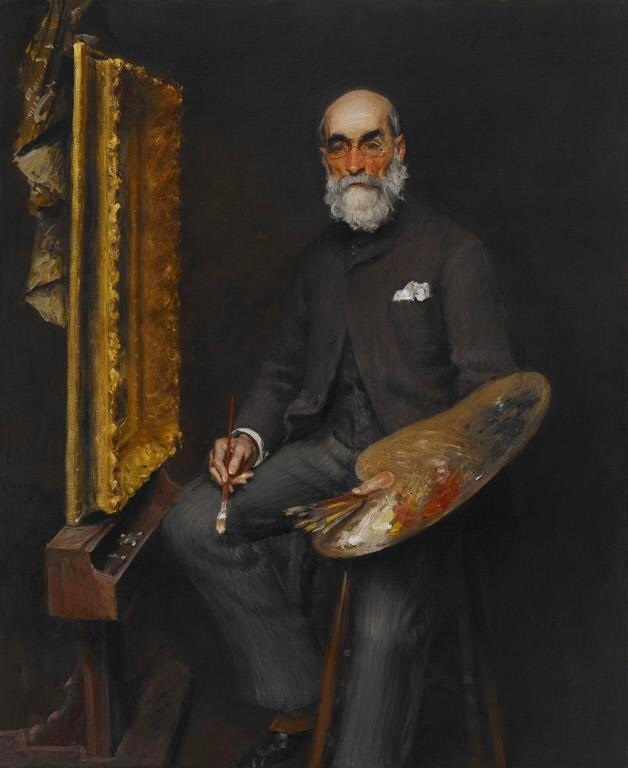
Worthington Whittredge, Gemälde von William Merritt Chase, um 1890

1880 zog er mit seiner Frau Euphemia, geborene Foot, die er 1867 geheiratet hatte, und seinen vier Töchtern von New York City nach Summit, New Jersey. Dort wohnte er bis zu seinem Lebensende in einem eindrucksvollen viktorianischen Haus namens „Hillcrest“. Als Maler blieb er bis 1904 aktiv. Ein bevorzugter Ausstellungsort seiner Bilder war der New Yorker Club The Century Association, dem er seit 1862 angehörte und wo in einer großen Ausstellung im März 1904 insgesamt 125 seiner Gemälde präsentiert wurden.
Als einer der führenden Landschaftsmaler der Vereinigten Staaten verband Whittredge Einflüsse seiner Zeit in Düsseldorf (vor allem Einflüsse von Lessing, Bierstadt, Andreas Achenbach und Johann Wilhelm Schirmer) mit denen der Hudson River School und der Malerei von Barbizon. Unter französischem Einfluss fertigte er in den 1850er Jahren schnelle, flüchtige Ölskizzen, von denen jedoch nur wenige überliefert sind. Er wurde für seine akkurate Zeichnung, seinen Bildaufbau und die Sensibilität seiner Farbgebung gelobt.
Die meisten der in Düsseldorf geschaffenen Arbeiten waren Auftragsarbeiten für Sammler in Cincinnati, die besonders Schweizer Motive und italienische Landschaften bestellten. Gelegentlich erhielt er in Düsseldorf sogar Aufträge für amerikanische Landschaftsthemen. Gängige Motive fertigte er in Serie. Einige Landschaften, die er zu Ausstellungen der Western Art-Union nach Cincinnati oder zur American Art-Union nach New York City schickte, stellte er zunächst in der permanenten Kunstausstellung des Kunstvereins für die Rheinlande und Westfalen aus. Da der Kunstgeschmack der Auftraggeber oft zu Vorgaben führte, die Whittredge selbst nicht so gut beherrschte, dürfte er verstärkt dazu übergegangen sein, Werke von Düsseldorfer Kollegen zu erwerben oder zu kopieren. Obwohl er deren Kompositionsprinzipien und oft gedämpfte Farbgebung („Atelierton“) anfangs übernommen hatte, distanzierte er sich später in kritischen Äußerungen von dem Stil der Düsseldorfer Schule.
1861 wurde Thomas Worthington Whittredge in New York zum Mitglied der National Academy of Design gewählt. Von 1874 bis 1875 diente er ihr als Präsident. 1876 war er Mitglied der Auswahlkommission der Centennial Exhibition in Philadelphia, 1878 betätigte er sich in gleicher Funktion für die Weltausstellung Paris.
Whittredge sagte über seinen künstlerischen Werdegang: „Kunst ist universal. Sie kennt keine Länder und keine Grenzen.“

## Galerie

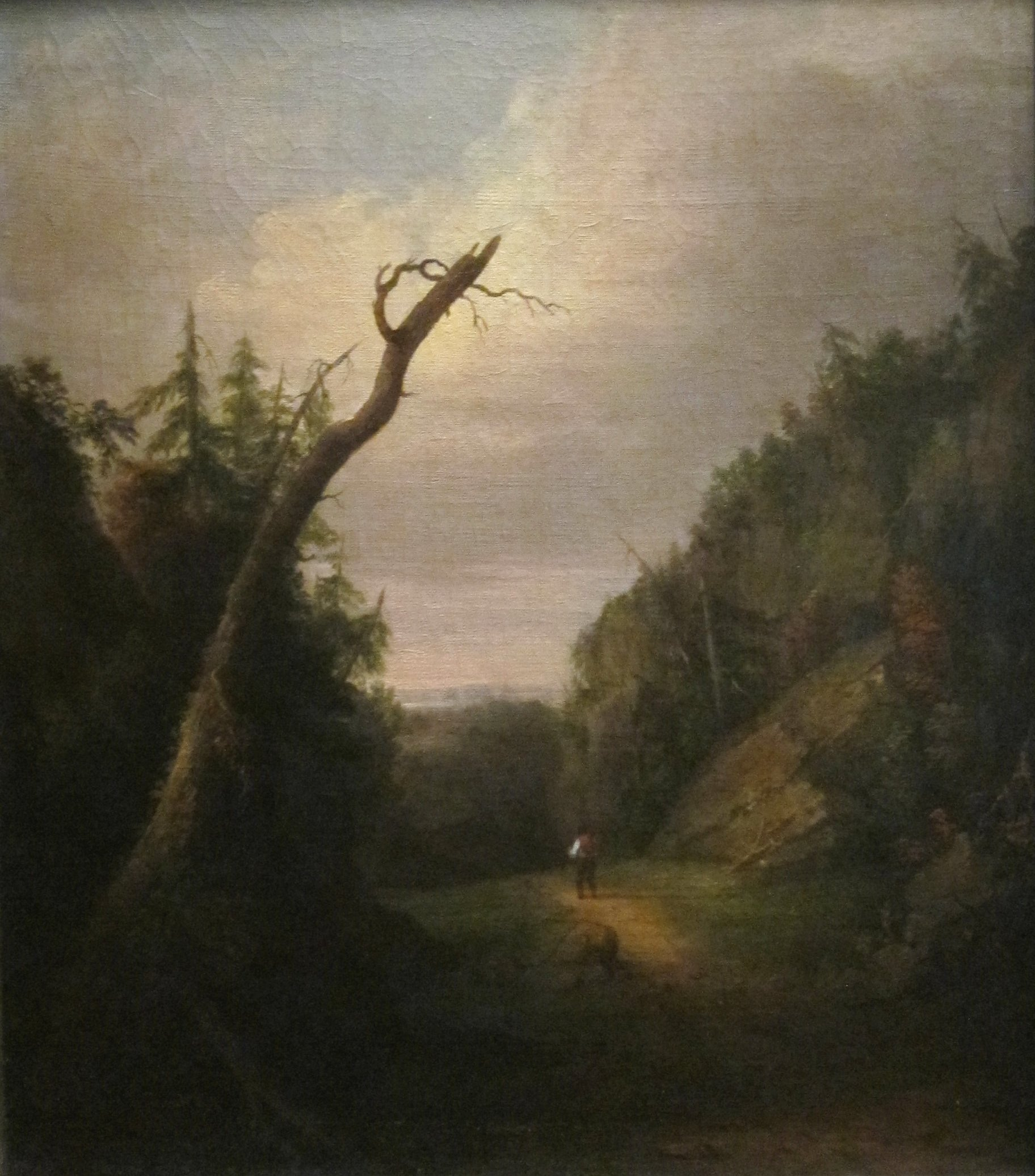
Scene near Hawk’s Nest, 1845
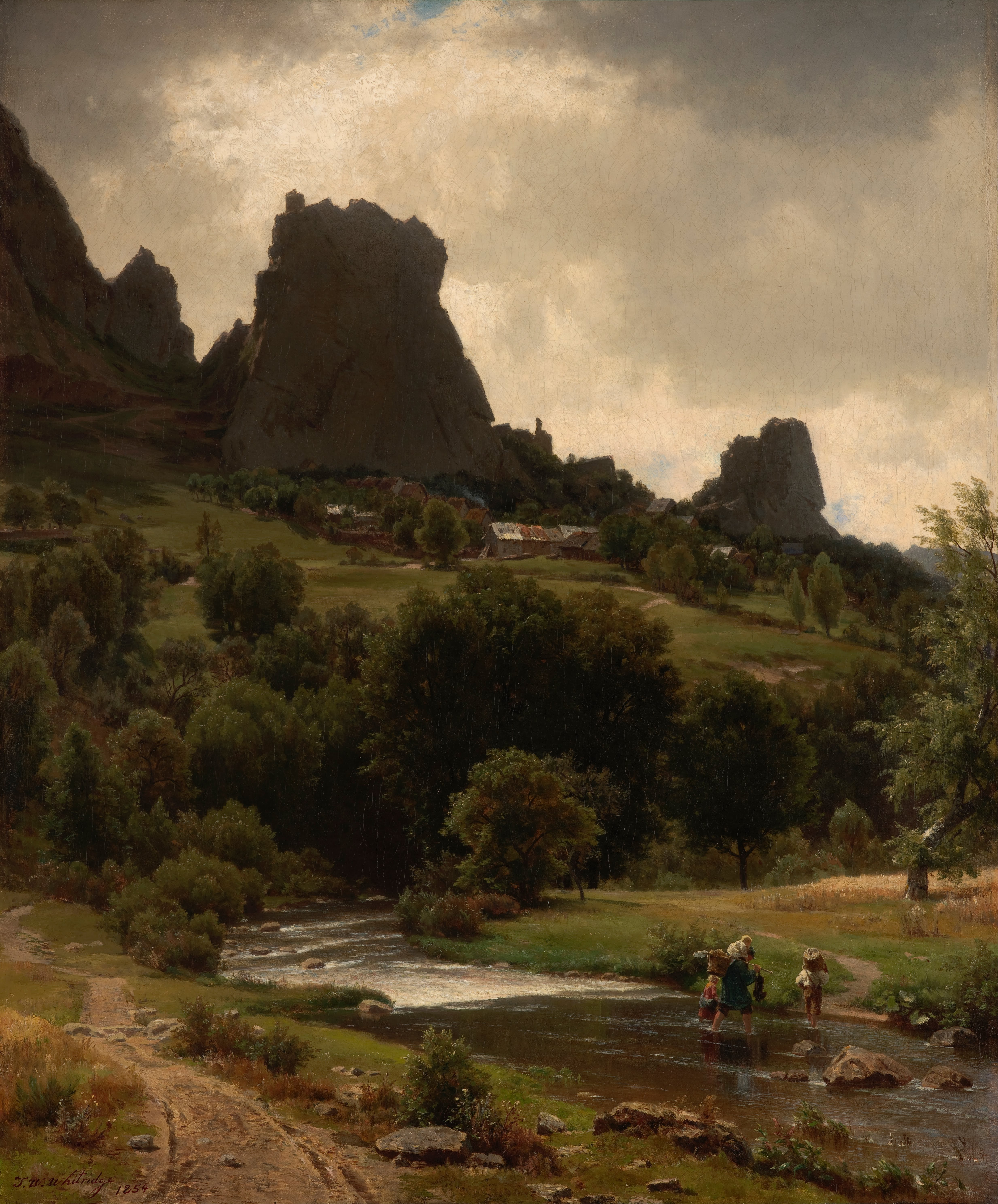
Summer Pastorale (View of Kallenfels), 1853
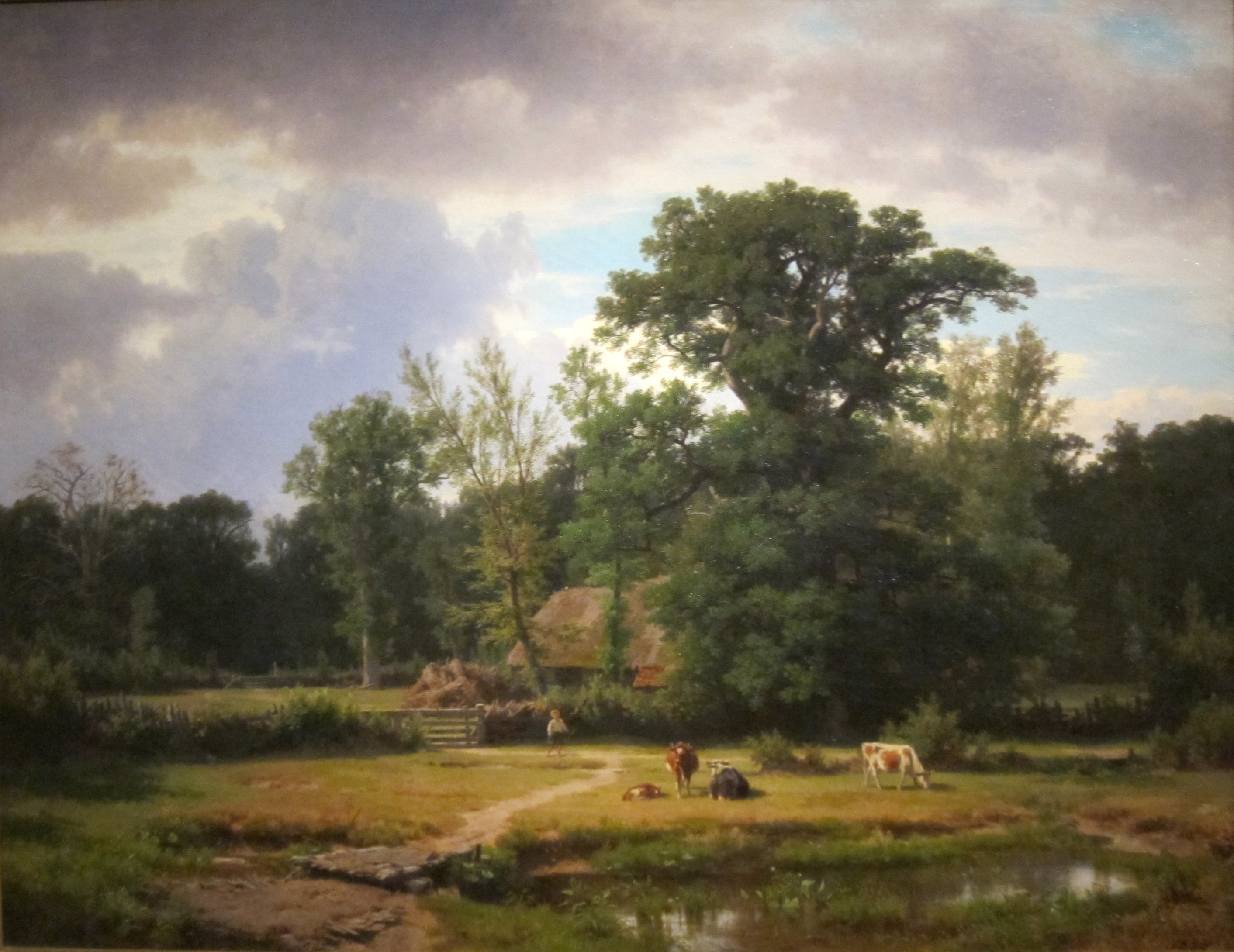
Landscape in Westphalia, 1853
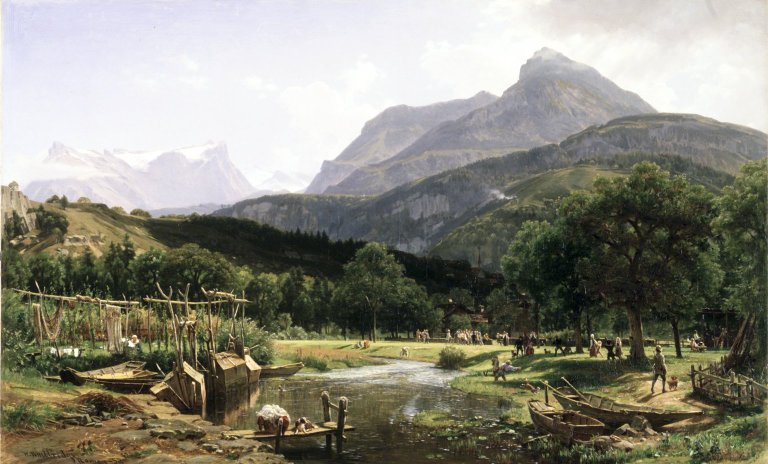
View Near Brunnen on Lake Lucerne, 1857
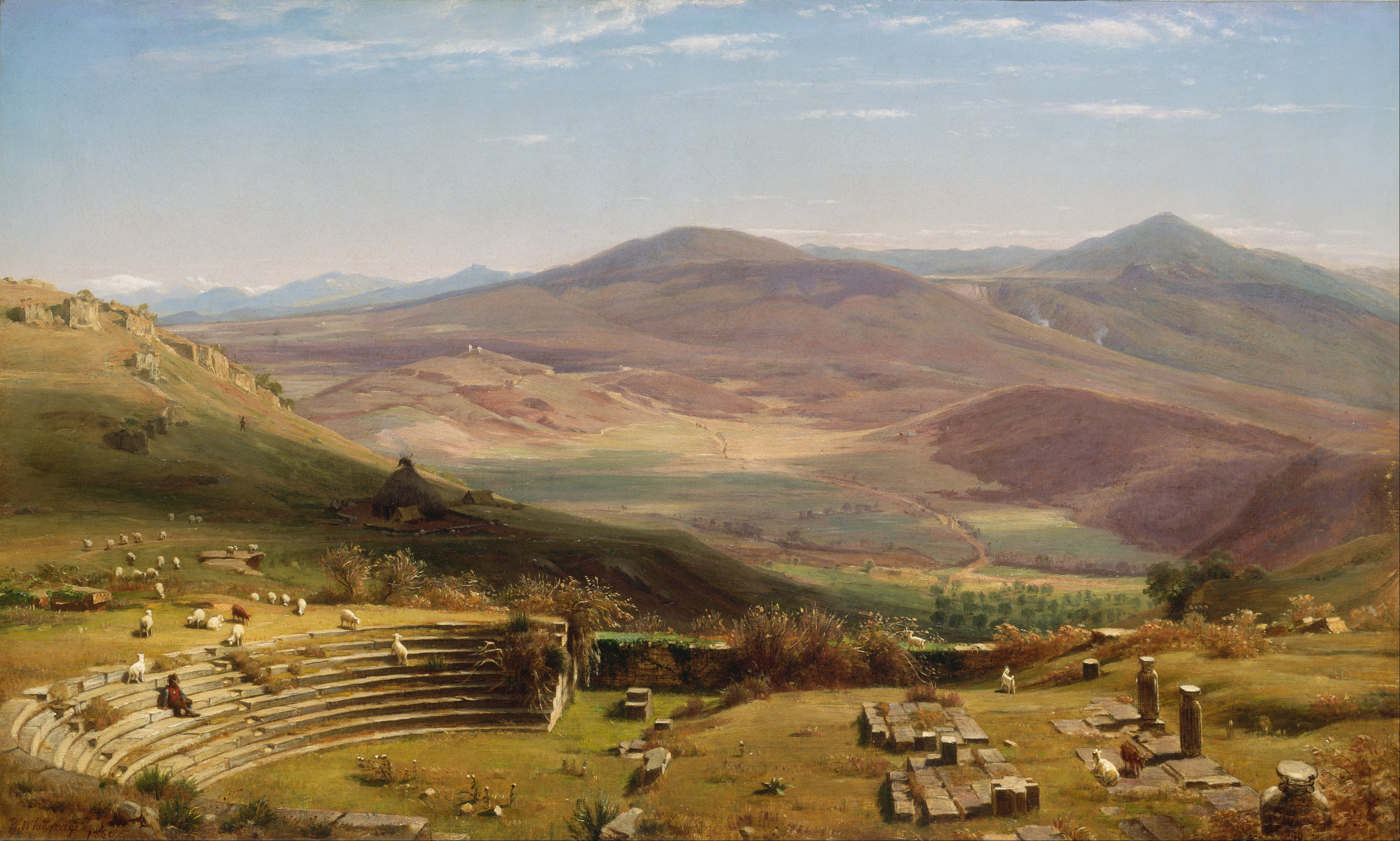
The Amphitheatre of Tusculum and Albano Mountains, 1860
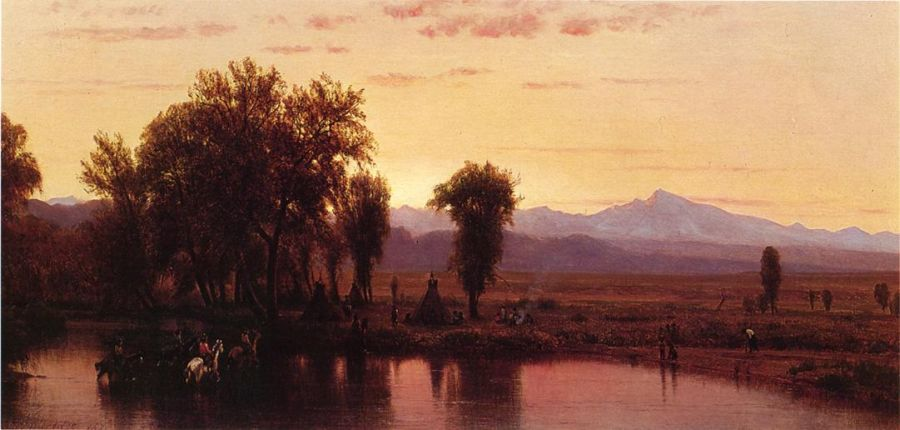
Indians Crossing the Platte River, 1867
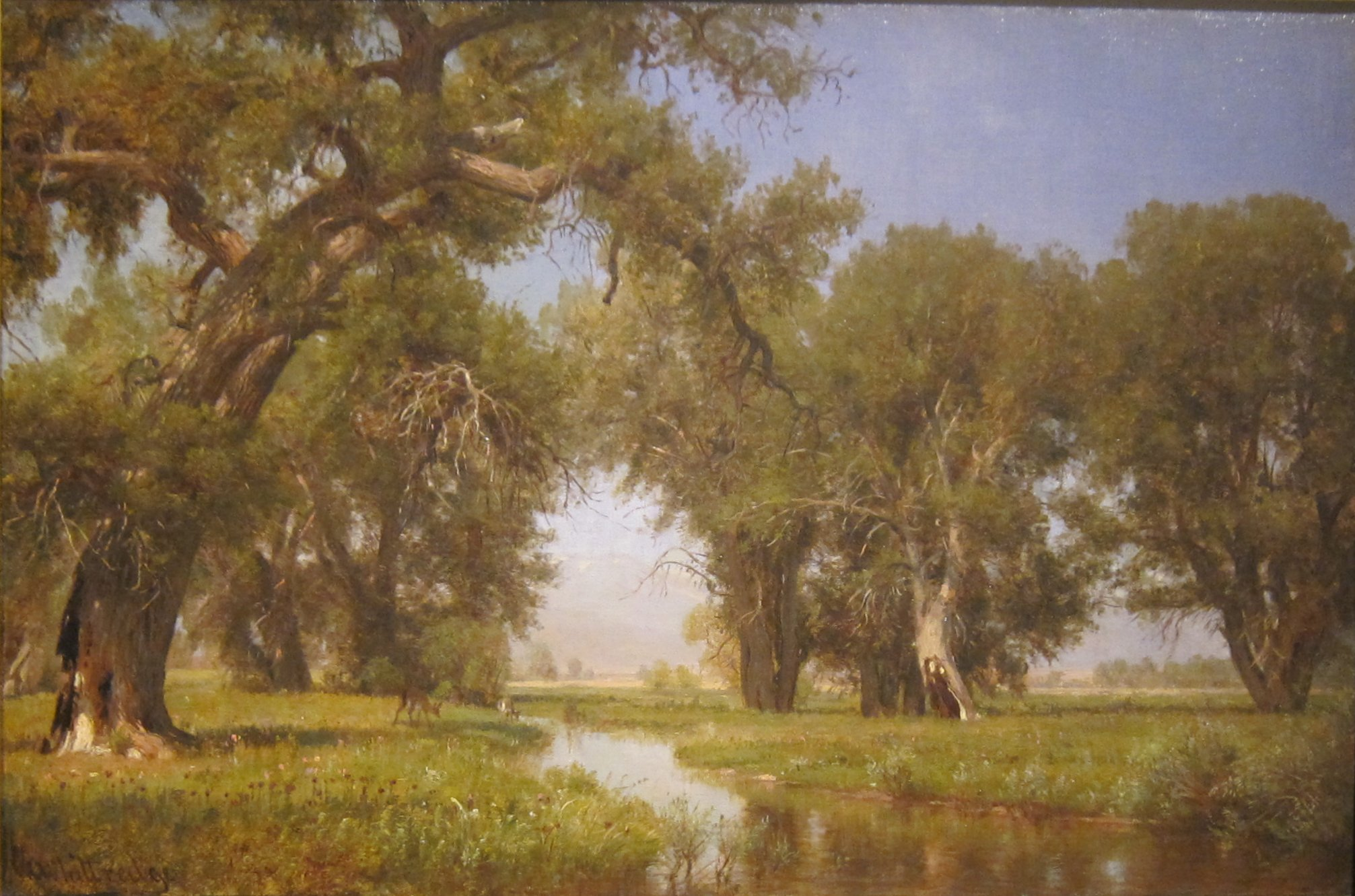
On the Cache la Poudre River, 1871
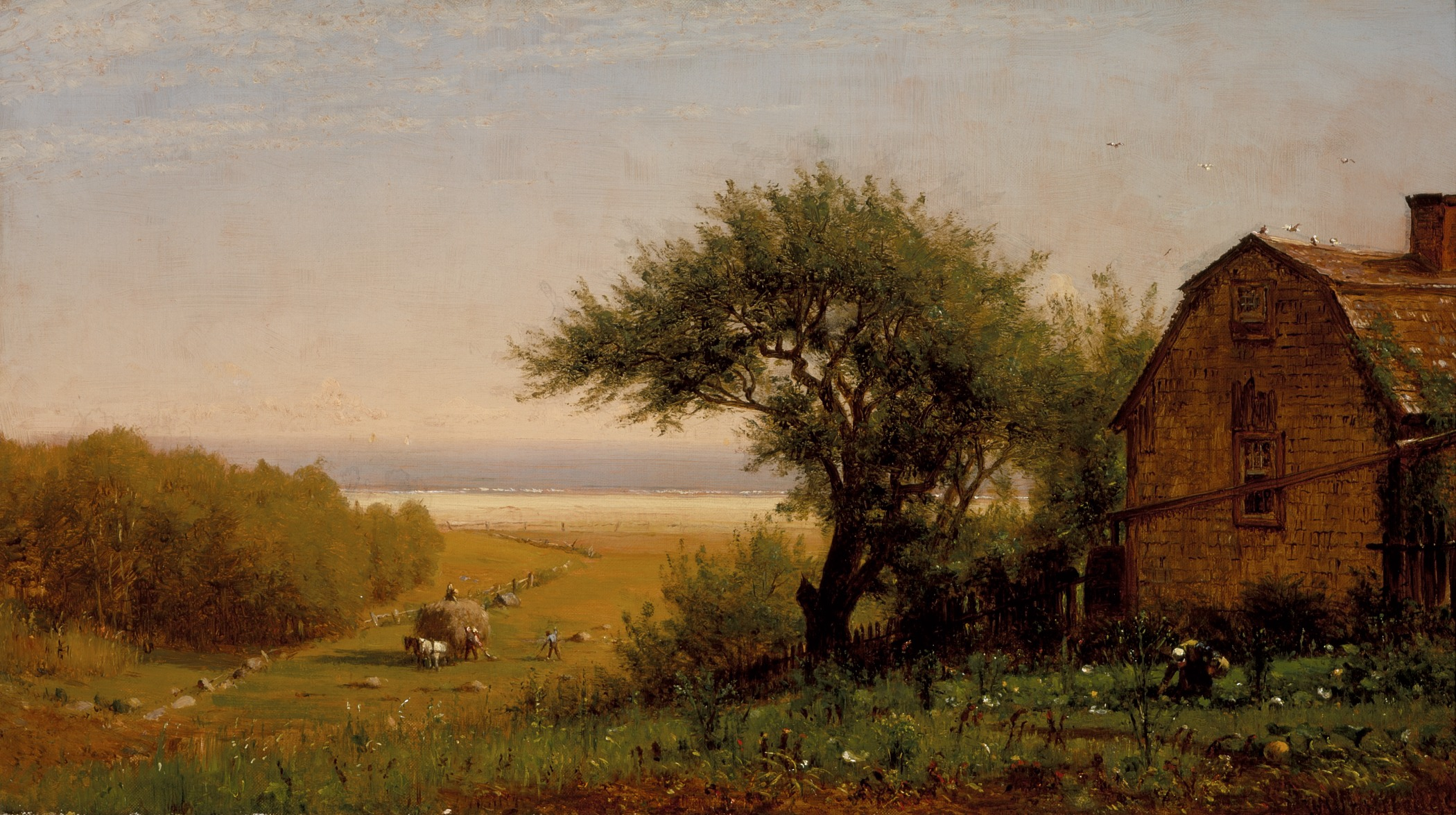
A Home by the Seaside, um 1872
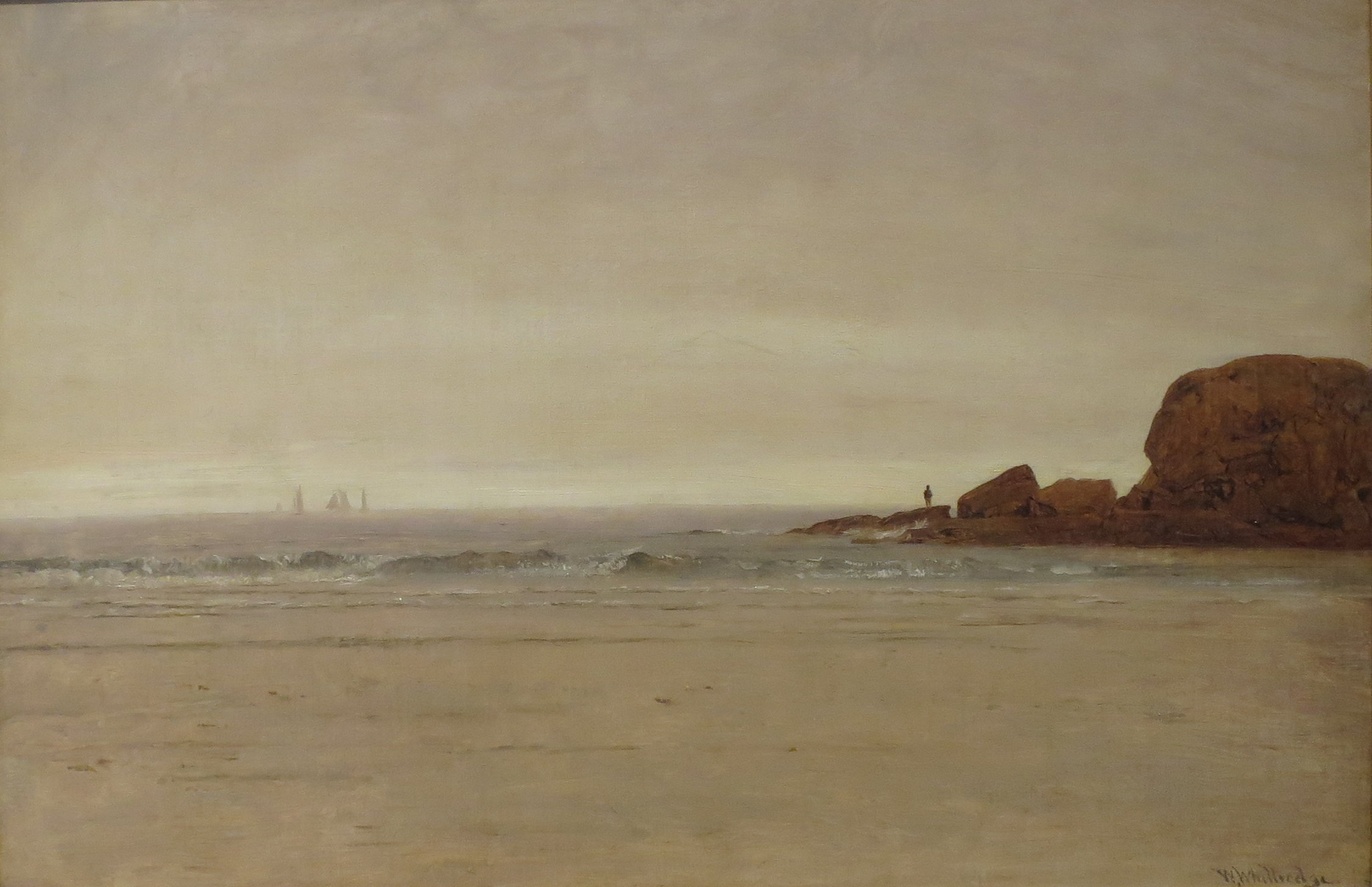
Beach and Rocks, 1870er Jahre
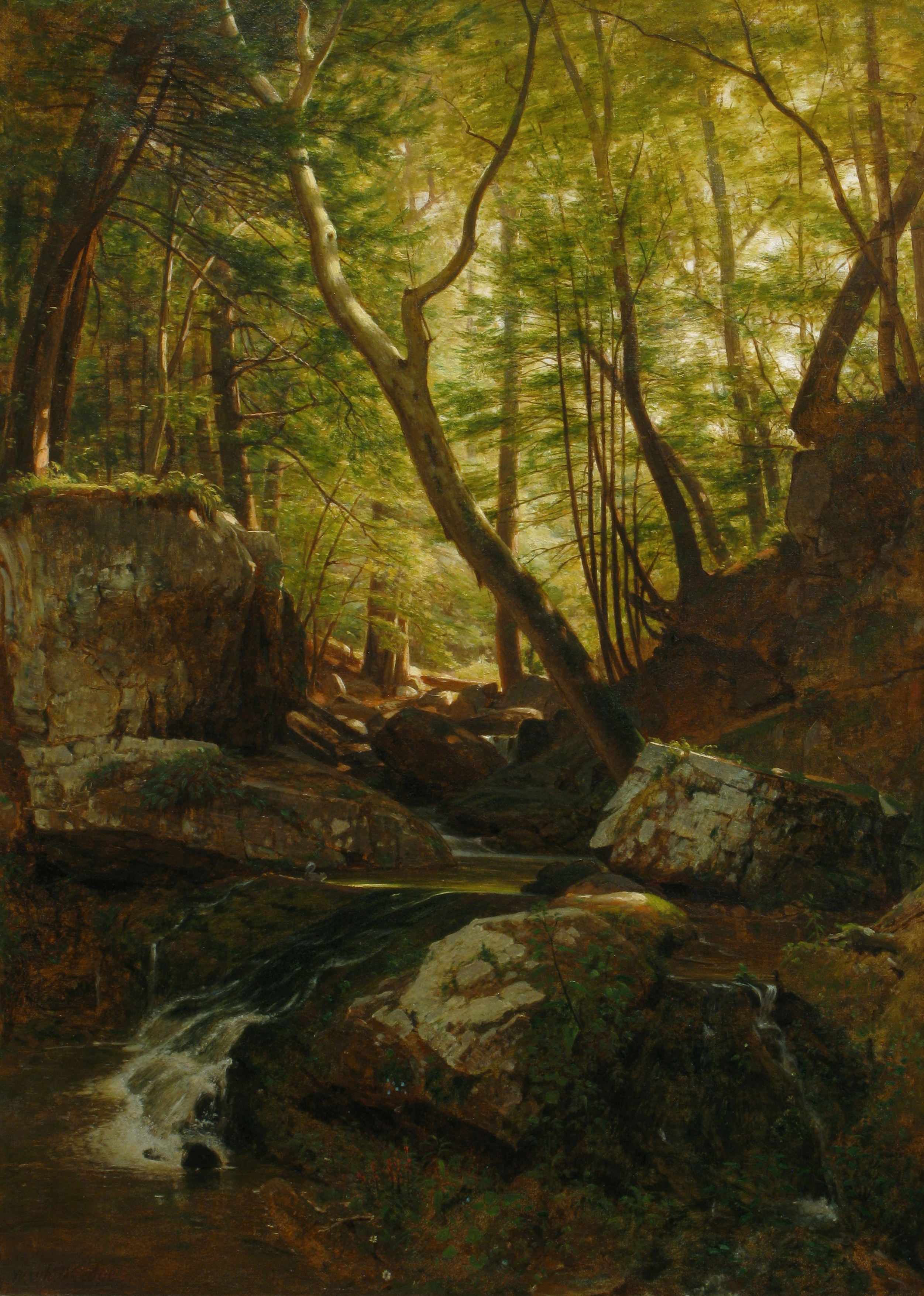
Kaatskill Creek